# David de Lautour

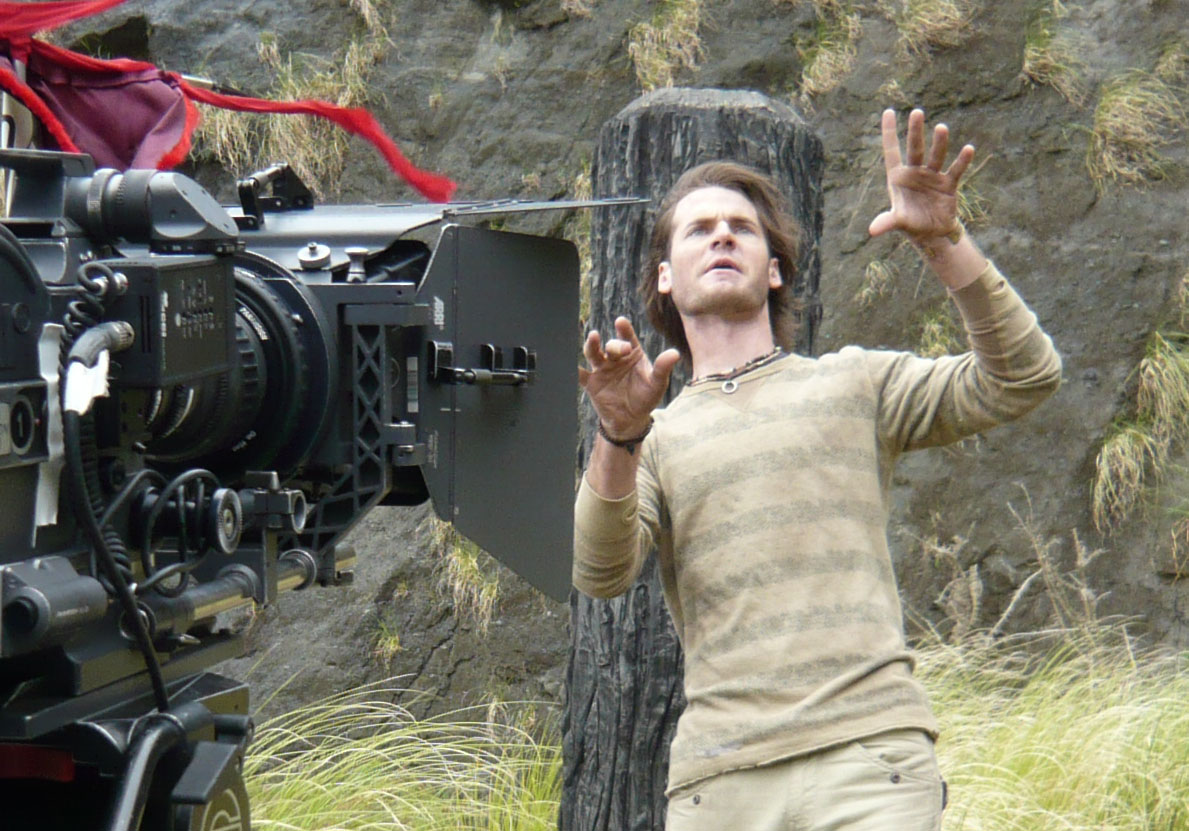
David de Lautour

David Hugh de Lautour (* 28. November 1982 in Christchurch, Canterbury) ist ein neuseeländischer Schauspieler.

## Leben
Geboren in Christchurch besuchte De Lautour das King’s College in Auckland. Anschließend erhielt er ein Stipendium in Höhe von fünfzigtausend US-Dollar und ging nach New York City, wo er an der American Musical and Dramatic Academy eine Ausbildung zum Schauspieler absolvierte. Nach dem Studium begann De Lautour als Fernsehdarsteller in verschiedenen neuseeländischen und US-amerikanischen Produktionen aktiv zu werden.
Er trat seit Mitte der 1990er Jahre in Serien wie Xena – Die Kriegerprinzessin (als"Icus"), Hallo Holly (als Ben Sheffield) und Power Rangers Jungle Fury (als RJ) auf. Ab 2006 begann De Lautour für die Produktionsfirma Tool Shed Productions zudem als Regisseur für verschiedene Filme und Bühnenaufführungen tätig zu werden. 2008 spielte er in Legend of the Seeker – Das Schwert der Wahrheit die Rolle des Michael Cypher und 2010 eine Nebenrolle in einer Folge von Navy CIS: L.A.

## Filmografie
- 1996–1999: Xena – Die Kriegerprinzessin Folge 01/18 Menschenopfer
- 2001–2002: Being Eve
- 2004–2005: Hallo Holly
- 2006: Amazing Extraordinary Friends
- 2008: Power Rangers Jungle Fury
- 2008–2009: Legend of the Seeker – Das Schwert der Wahrheit
- 2009: Blessed Are They (Kurzfilm)
- 2009: Isosceles (Kurzfilm)
- 2010: Navy CIS
- 2010: The Glades
- 2011: The Brightest Sunday (Kurzfilm)
- 2012: Touch
- 2013: DmC: Devil May Cry (Videospiel, Stimme)
- 2013: DmC: Vergil Downfall (Videospiel, Stimme)
- 2013: Hart of Dixie
- 2013: Last Stop
- 2013: Mom (Pilotfolge)
- 2013: Navy CIS: L.A.
- 2013: Beauty and the Beast